# Coenonympha tekkensis
Coenonympha tekkensis är en fjärilsart som beskrevs av Otto Staudinger 1886. Coenonympha tekkensis ingår i släktet Coenonympha och familjen praktfjärilar. Inga underarter finns listade i Catalogue of Life.